# Manu, a legsirályabb fecske
A Manu, a legsirályabb fecske (eredeti cím: Manou the Swift vagy Birds of a Feather) 2019-ban bemutatott egész estés német 3D-s számítógépes animációs vígjáték és kalandfilm, melyet Christian Haas és Andrea Block rendezett. A főszerepben Kate Winslet, Willem Dafoe, Josh Keaton, Cassandra Steen és David Shaughnessy.

## Cselekmény
Manu, a francia Földközi-tenger partvidékén sirályok által nevelt hím fecske [valójában sarlósfecske] csak felnőttkorában jön rá, hogy más, mint testvérei. Egy incidens után a kolónia kitaszítja, és elindul, hogy megtalálja valódi kilétét. Eközben egy csapat fajtársára bukkan, és csatlakozik hozzájuk. A kezdeti problémák után felveszik a csapatba. Amikor veszély fenyegeti, sikerül bebizonyítania új családjának, hogy mire képes. Nem sokkal később ugyanezt eléri az örökbefogadó családjával is. Ezt követően új és régi családja Manuval együtt délre költözik.

## Szereplők
| Szereplő      | Eredeti hang      | Magyar hang    |
| ------------- | ----------------- | -------------- |
| Blanche       | Kate Winslet      | Major Melinda  |
| Yves          | Willem Dafoe      | Epres Attila   |
| Manu          | Josh Keaton       | Gacsal Ádám    |
| Kalifa        | Cassandra Steen   | Csuha Borbála  |
| Luc           | Mikey Kelley      | Szatory Dávid  |
| Percival      | David Shaughnessy | Rajkai Zoltán  |
| Poncho        | Arif S. Kinchen   | Dolmány Attila |
| Yusuf         | Nolan North       | Fekete Zoltán  |
| Francoise     | Julie Nathanson   | Molnár Ilona   |
| sárjáró libuc | Rob Paulsen       | Kapácsy Miklós |

További magyar hangok: Karen Gábor, Bősz Mirkó, Zsuga Nóra, Nagy Zselyke, Bor László, Szilágyi Áron